# Henry Oscar
Henry Oscar, nascido Henry Wale (Londres, 14 de julho de 1891 — Londres, 28 de dezembro de 1969) foi um ator inglês de teatro e cinema.

## ligações externas
- Henry Oscar. no IMDb.